# 老龍坑
老龍坑，曾用名“羅龍圪”，是位於香港九龍半島中部十二號山及老龍坑山之間的一個谷地。老龍坑位於九龍城區紅磡西北方，土瓜灣西南，及何文田採石山東南，十二號山及老龍坑山以東，即前山谷道邨一帶。

## 地理位置
老龍坑具體位置，以差館里、機利士北路及馬頭圍道與紅磡區的紅磡、大環及鶴園為界，以馬頭圍道及新柳街（亦有説江西街）與土瓜灣為界，以仁風街及高山道公園與何文田為界。
隨著戰後城市發展，老龍坑原來的小河及村落均已改建成貫穿老龍坑的佛光街及漆咸道北。

## 歷史
1924年，有政府文獻記載，老龍坑是位於十二號山（紅磡山）以東、鶴園（鶴園角）以西。第二次世界大戰前，老龍坑山下有一同名村落老龍坑村，位置大約於今仁風街一帶，而有一小溪沿山谷經紅磡流出紅磡灣。根據1911年的人口普查，老龍坑村有華人人口204人。兩山山麓有採石場。

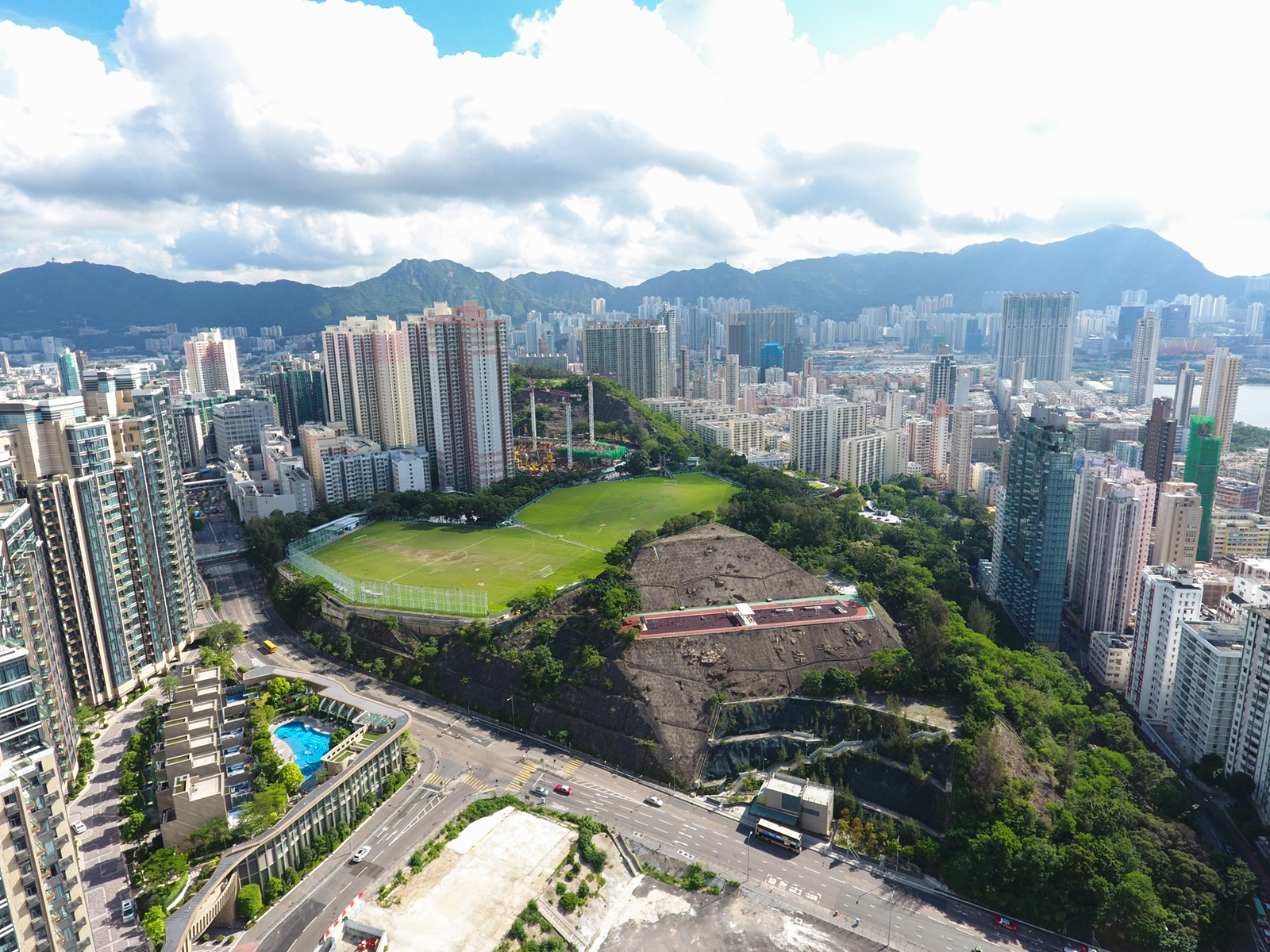
由十二號山眺望老龍坑山

1920年香港地圖列出老龍坑（Lo Lung Hang），位於鶴園以西，紅磡以北，有指當時村落名字套用到附近山頭。而1939年由日軍繪製之香港地圖，老龍坑稱為羅龍圪，可能爲日文譯名。
戰後老龍坑建有山谷道，大批難民在山谷中搭建木屋棲身，成為山谷道木屋區。1961年木屋區發生大火後，港英政府收回老龍坑一帶的土地，把小河及老龍坑村填平及拆卸，在該地興建16座舊型政府廉租屋大廈，於1964年落成，當時稱為山谷道政府廉租屋邨（Valley Road Government Low Cost Housing Estate），由屋宇建設委員會管理。1973年，該屋邨由新成立的香港房屋委員會管理並改名山谷道邨。山谷道邨在2001年至2002年被清拆。
2000年，香港房屋委員會宣布將山谷道邨的舊址興建5幢樓高48層居者有其屋，並採用非標準間隔，有稱為「超級居屋」，並預計2005年落成，同時亦已委託聘請周余石（香港）有限公司負責樓宇設計。但隨後政府於2002年決定停建居屋，房委會把地皮交還政府作私人住宅發展，期間土地一直空置，並以短期租約出租地皮作停車場。
政府隨後於山谷道邨第一期及三期土地，落實興建港鐵觀塘綫及屯馬綫何文田站。政府亦撥出土地供香港理工大學興建第二座學生宿舍，已於2012年底落成，並提供1,650個宿位。
山谷道邨第二期土地在2010年6月8日公開拍賣，結果由新鴻基地產以109億港元投得，興建住宅物業天鑄，為當時全港歷來成交金額第二高的地皮，亦成為九龍最貴的地王。
現今位於老龍坑的一段漆咸道北室內設計公司及傢俬店林立，又稱「傢俬街」。

## 使用

#### 政府部門的使用
於2012年九龍城區區議會會議上，列席的康樂及文化事務署官員表示香港政府已規劃將現東何文田配水庫的上蓋土地建成「老龍坑公園」。
香港郵政於2017年將老龍坑（北）納入九龍城派遞局屬下的派遞服務區內。

#### 何文田站
2016年，港鐵觀塘綫延綫通車，其中何文田站因位處老龍坑的範圍，鄰近紅磡傳統區域，且與現在的何文田核心區距離甚遠，與車站名稱不符，引起保育地名組織的反對，並批評港鐵公司和商界意圖借已成爲豪宅及名校區的「何文田」之名提高老龍坑一帶日後興建的房地產項目的市場價格和知名度。
港鐵發言人回應指其公司會將名稱的代表性、車站的地理位置、地區特色及與地區的關連等因素納入考慮，以期令公眾更容易清楚辨別車站的位置，而其中何文田站在日後將會建成觀塘綫和沙中綫（屯馬綫）的大型轉乘（換乘）站，以「何文田」命名於地理位置上更有廣義代表性，方便區外人士識別車站位置。

## 社區環境

### 私人屋苑

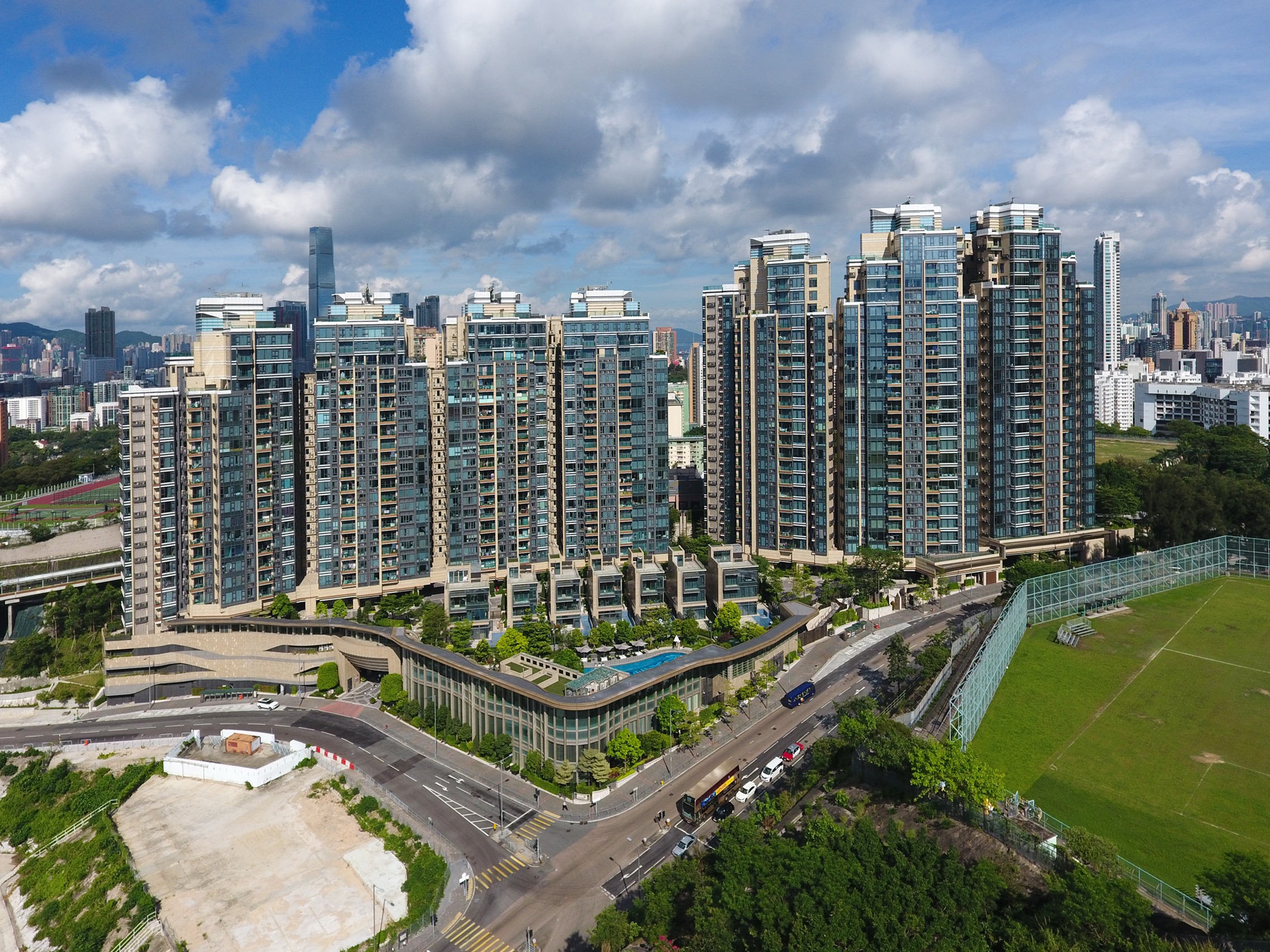
新鴻基地產發展，鄰近何文田站的豪宅天鑄

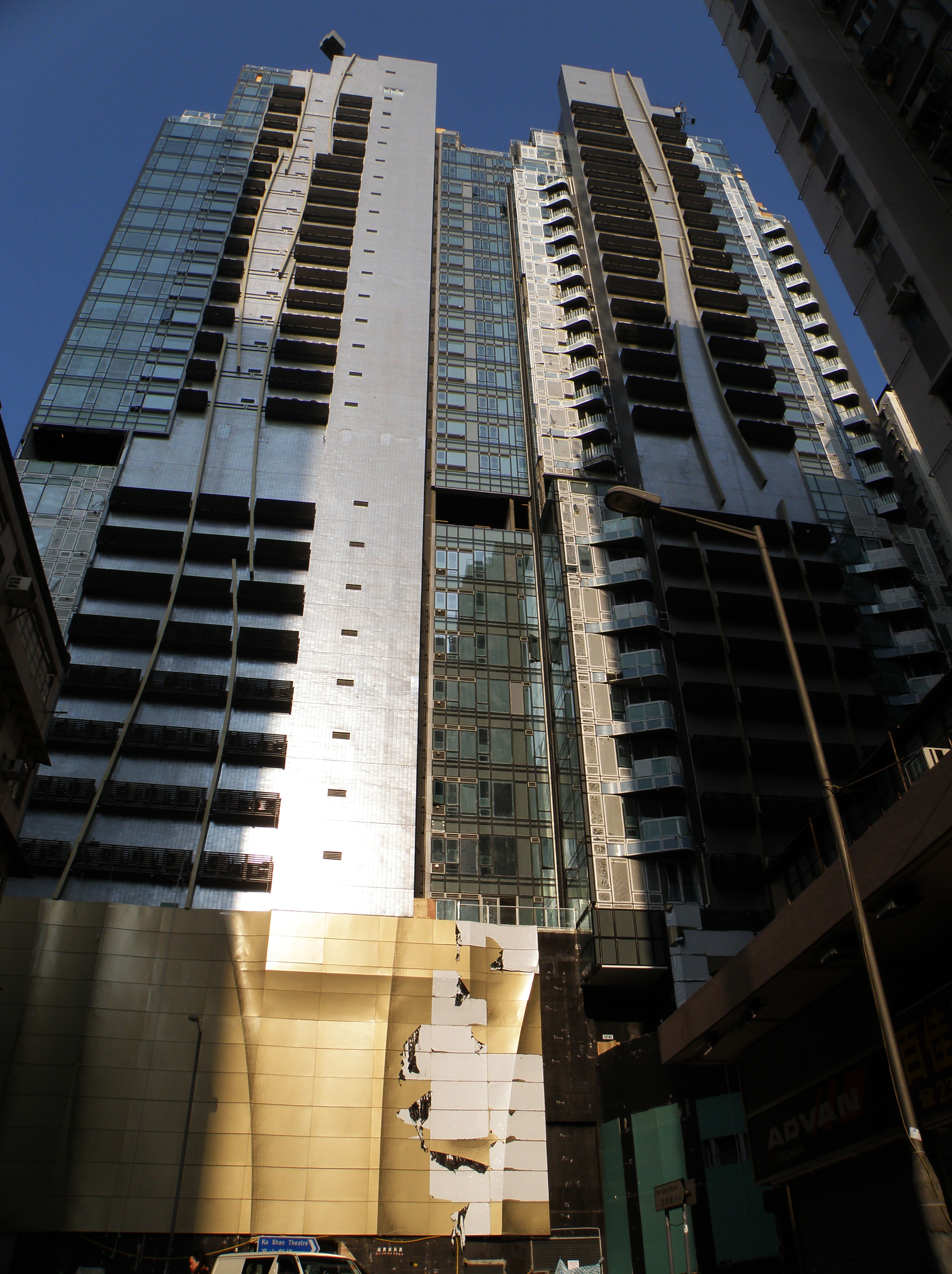
何文田山畔

- 天鑄
- 何文田山畔
- 昇御門
- 瑜一
- 朗賢峯

### 資助房屋
- 冠山苑

### 康樂文娛設施
- 佛光街公園
- 佛光街遊樂場
- 高山劇場
- 高山道公園

## 教育

### 大學
- 香港理工大學學生宿舍

### 小學
- 天神嘉諾撒學校

## 交通

### 區內道路

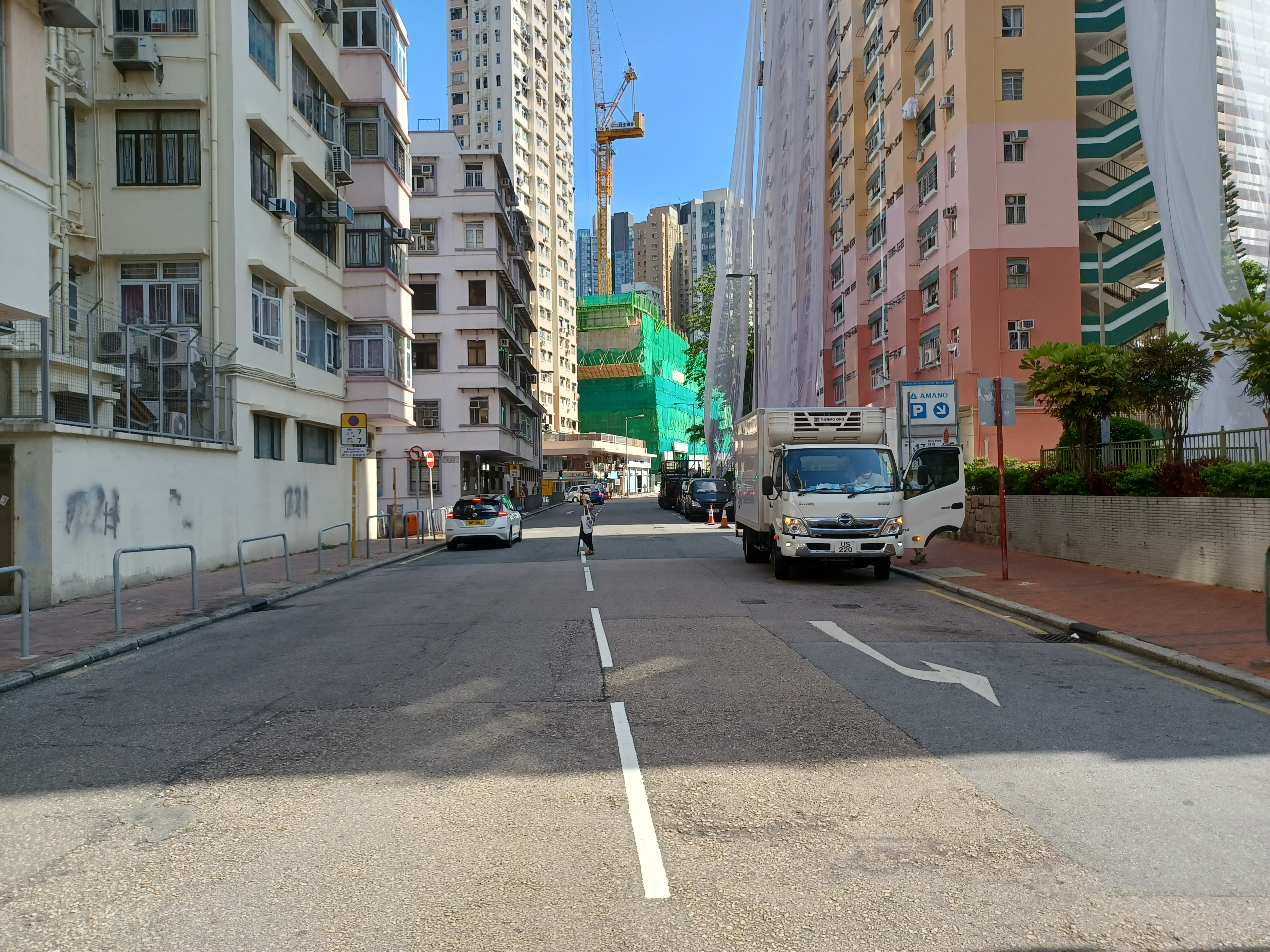
高山道近樂民新村

- 佛光街
- 漆咸道北
- 機利士南路
- 機利士北路
- 東九龍走廊
- 信用街
- 高山道
- 忠孝街
- 仁風街
- 山谷道

## 所屬區議會
該區於1960年代由前屋宇事務處興建成山谷道邨。根據九龍城區選區分界圖，老龍坑主要橫跨土瓜灣南與家維選區，另有小部分被納入愛民以及紅磡選區。
| 選區     | 屬於老龍坑的範圍               |
| -------- | ------------------------------ |
| 土瓜灣南 | 馬頭圍道以西、高山道以東的地區 |
| 家維     | 機利士路以西北的地區           |